# 마케팅론
마케팅론은 시장, 소비자에 대한 학문으로 주로 상품이나 서비스를 판매, 제공하는 사람에게 참고가 되도록 지식을 추구하는 것을 특징으로한다.

## 개요
마케팅 관리(marketing management)란 기업의 마케팅 활동을 관리하는 것으로서, 이의 목적은 여건으로서 주어져 있는 마케팅 환경에 수단으로서의 마케팅 활동이 창조적으로 적응되어 마케팅목표, 나아가서는 기업목표의 합리적 달성으로 기업 이익(interest)이 증진되도록 하려는 데 있다. 따라서 마케팅 활동이 합리적으로 수행되도록 관리하려면 무엇보다도 먼저 마케팅 기회를 줌과 아울러 마케팅 활동에 대한 제약요인으로서의 작용을 하게 되는 마케팅 환경에 대해 올바른 이해를 하고 있지 않으면 안 된다. 이러한 환경적 요인(環境的 要因)은 물론 마케팅 활동에 관한 제사실, 즉 정보나 자료를 파악하기 위한 관리활동의 하나가 곧 마케팅조사 내지 시장조사이다.  마케팅 환경에는 경제적 환경·사회적 환경·정치적 내지 법률적 환경 및 기술적 환경 등과 같은 외부환경(外部環境)과 기업목적 및 기업의 이용가능한 제자원 등과 같은 내부환경(內部環境)이 있다. 경제적 환경(經濟的環境) 중 가장 중요한 요인은 시장인데, 이에는 소비자가 소비지출을 통하여 기업이 생산·판매하는 제품이나 서비스를 구매·소비해 주는 소비시장과 기업체나 기관 구매자로 구성되는 산업시장의 2가지가 있다. 기업이 생산한 제품이 이러한 시장으로 유통판매되어 가려면 도매상과 소매상과 같은 유통기관이 서로 어떠한 관련을 가져 형성하고 있는 유통경로를 거쳐야만 하므로 마땅히 경제적 환경으로서의 유통구조와 이의 변혁을 알아야 하며, 경쟁상황도 이해하고 소비패턴과 생활스타일에 영향을 미치는 문화 및 가치관·소비자행동 등과 같은 사회적 환경(社會的環境), 제품개선·신제품 개발을 가능하게 하여주는 기술혁신 등과 같은 기술적 환경(技術的環境), 기업활동을 조성 내지 규제하여 주는 테두리가 되는 정부 내지 법률적 환경(法律的 環境)과 기업목적 및 기업자원 등을 제대로 파악하지 못한다면 이에 대한 창조적 적응은 불가능해진다.

## 대상
마케팅 관리 대상영역으로는 제반 생산활동을 수행하기 이전에 생산할 제품의 종류·품질 등을 결정하고, 경쟁력이 약화된 제품을 개선하거나 폐기하고 신제품을 개발하는 것과 관련되는 제품관리(product management), 제품 생산 후 이에 대해 적절한 가격을 설정하며 할인정책·공제(allowance)정책 등을 결정하는 가격관리(price management), 제품이 유통 판매되어가는 파이프 라인(pipe line)의 구실을 하는 판매점을 선정, 판매경로를 설정·통제하는 경로관리활동, 이를 통해 제품이 소비자가 원하는 시기에 가장 합리적인 방법으로 제품을 구매할 수 있도록 운송·보관·배달하는 물적 유통관리(physical distribution management), 나아가서 오늘날과 같은 분업적 협동체제하에 형성되어 있는 경제적 분리(economic distance)중의 관념적 분리를 극복, 소비자에게 제품의 이용 가능성과 아울러 이들의 욕구를 환기하기 위한 촉진관리(promotion management) 등이 있다.  이러한 촉진활동의 바탕이란 마케팅 커뮤니케이션(marketing communication)인데, 이에는 불특정다수(不特定多數)의 소비자에게 메시지를 전달하는 광고관리(advertising management) 및 소비자나 중간상에게 인적 판매(personal selling) 활동을 수행하는 판매원관리(salesforce management) 등이 있다.  끝으로 강력한 국내시장 기반을 확보한 기업은 새로운 성장기회를 노려 해외시장에 진출을 하여, 수출마케팅(export marketing) 활동을 전개하게 되는데, 이를 가리켜 해외마케팅(overseas marketing)이라고도 한다. 나아가서 기업은 수출에 그치지 않고 합작기업(合作企業)이나 기술제휴 등을 통한 국제마케팅 활동을 하게 된다.

## 대표적인 항목
기업이 전략적인 행동을 개선하는 데 도움을 학문인 점에서 광의의 경영학에 포함되는 경우도 종종있다. 대표적인 항목에 다음과 같은 것이있다.
- 시장 수요 조사
- 소비자의 소비 행동과 기호 조사 (소비자 행동 이론 등)
- 상품 판매 광고 전략의 평가

## 같이 보기
- 예측 분석
- 경영전략론